# Tmux

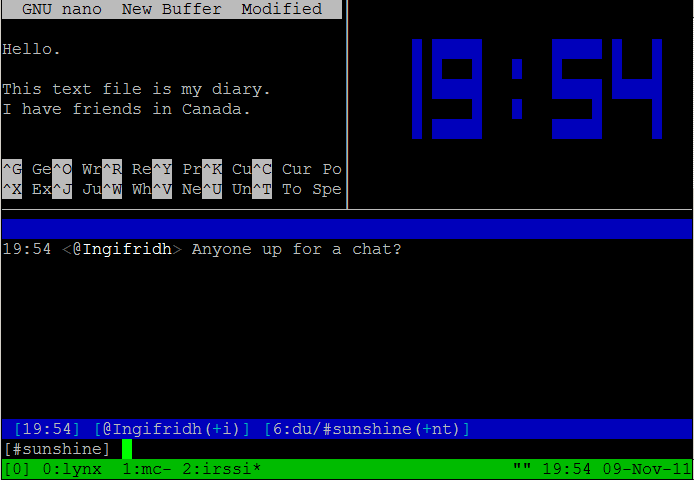
Programsession med tredelad vy.

tmux (en. terminal multiplexer) (ursprungligen t-mite) är ett program som möjliggör, dels, för en terminal att hantera flera processer samtidigt i Unix och liknande system, och även att fortsätta körningar efter att skalet dödats och sedan återuppta dem från ett annat skal senare. Med hjälp av denna funktionalitet går det att, exempelvis, ansluta till en server över SSH, starta en IRC-klient i screen och sedan koppla ner från servern, utan att koppla ifrån IRC-servern.
tmux är en vidareutveckling av den klassiska GNU Screen. Utvecklingen började 2009.